# Leucauge decorata
Leucauge decorata är en spindelart som först beskrevs av John Blackwall 1864.  Leucauge decorata ingår i släktet Leucauge och familjen käkspindlar. Utöver nominatformen finns också underarten L. d. nigricauda.